# Kościół Nazarejczyka
Kościół Nazarejczyka (ang. Church of Nazarene – CoN) – wolny kościół chrześcijański o charakterze ewangelikalnym, metodystycznym i uświęceniowym wywodzący się z powstałego w XIX wieku ruchu uświęceniowego. Obecnie jest największą wesleyańsko-uświęceniową denominacją na świecie.

## Praktyka sakramentalna
Zgodnie z założeniami protestantyzmu Kościół uznaje dwa sakramenty: chrzest i Wieczerzę Pańską (komunię św.). Chrztu udziela się różnym kandydatom, w tym także niemowlętom. Czyni się to poprzez pokropienie, polanie i zanurzenie. Komunię św. rozdziela się wszystkim przystępującym w formie chleba i wina. Przyjęta jest interpretacja symboliczna (zwingliańska). Do sakramentu Wieczerzy dopuszcza się wiernych wszystkich wyznań, pod warunkiem, iż uznają się oni za duchowo odrodzonych.

## Statystyka
Pod koniec września 2011 roku Kościół Nazarejczyka miał 2 136 122 członków w 27 524 kongregacjach w 157 krajach świata. Większość członków Kościoła Nazarejczyka mieszka w Stanach Zjednoczonych i Kanadzie (663 901), Haiti (116 000), w Bangladeszu (65 000), i Indiach (59 039). Najwyższy odsetek członków Kościoła Nazarejczyka jest w Republice Zielonego Przylądka, na Samoa, Barbados, Haiti i w Suazi.